# Hvor svært kan det være
Hvor svært kan det være er en dansk tv-serie, der blev sendt på TV2 i 2001. Serien er i 13 afsnit og har Hella Joof som instruktør.

## Medvirkende
- Lotte Andersen og Nicolaj Kopernikussom Louise & Niels
- Ellen Hillingsø og Troels Lyby som Birdie & Henrik
- Lærke Winther Andersen og Dejan Cukic som Lotte & Carsten
- Morten Schaffalitzky som Olli